# Viðarsdóttir
Viðarsdóttir ist ein isländischer Personenname. 

## Herkunft und Bedeutung
Der Name ist ein Patronym und bedeutet Viðars Tochter. Die männliche Entsprechung ist Viðarsson (Viðars Sohn).

## Namensträgerinnen
- Ásdís María Viðarsdóttir (* 1993), isländische Sängerin, siehe Ásdís
- Elísa Viðarsdóttir (* 1991), isländische Fußballspielerin
- Margrét Lára Viðarsdóttir (* 1986), isländische Fußballspielerin
- Ólína Guðbjörg Viðarsdóttir (* 1982), isländische Fußballspielerin